# Baseball klub Zagreb
Baseball klub Zagreb je bejzbolski klub iz Zagreba.
Adresa: Ivana Šibla 8, HR-10020 Zagreb

Igralište: Središće, ulica Damira Tomljanovića Gavrana bb 

Predsjednik: Tomislav Špehar

Tajnik:Dario Čuskabr>
Izvršni tajnik:Marko Pavlaković

## Klupski uspjesi
- 1993. nakon dvije pobjede protiv karlovačke "Olimpije" (9:5, 12:7) u doigravanju, "Zagreb" prvi puta osvaja prvenstvo u samostalnoj državi Hrvatskoj. Predsjednik kluba Branko Špehar mogao je čestitati igračima: Zoran Špehar, Robert Lorenz, Ivan Cerinski, Andrej Radovanić, Grgur Marušić, Mario Hanžek, Danijel Frketić, Bojan Koprivica, Tomislav Strsoglavec, Marko Lugović, Alen Čusak, Damir Naumovski, Ivica Dobrilović, Vladimir Andrić, Kiš, Marko Blažević, Rolando Bosak, Romeil Agladious.
- 1993. "Zagreb" u prvom europskom nastupu nakon osamostaljenja u Bratislavi osvaja 3. mjesto na CEB kupu skupine B.
- 1996. "Zagreb" osvaja dvostruku krunu - prvenstvo i kup Hrvatske.
- 1999. pobjednik CEB kupa skupine B, Škofja Loka (SLO)čime je osiguran nastup Hrvatskih klubova u A skupini.
- 2000. "Zagreb" odustaje od nastupa u Europi zbog nedostatka novca-zamjena "Vindija" iz Varaždina.
- 2001. prvak Hrvatske po treći puta ukupnim omjerom pobjeda 4:1 protiv Kelteksa iz Karlovca.
- 2001. 5. mjesto na CEB kupu skupine A u Metzu - FRA, čime je osiguran ostanak u A skupini.
- 2002. pobjednik kupa Hrvatske
- 2002. organizator završnog turnira Inter lige na kojem Zagreb osvaja 2. mjesto iza Antsa iz   Nagykanizse (HUN).
- 2002. na CEB kupu skupine A u Madridu Zagreb opet osvaja 5. mjesto i osigurava opstanak hrvatskog klupskog baseballa u A skupini sljedeće godine.
- 2003. pobjednik Inter lige na finalnom turniru koji se održao u Ljubljani-SLO.
- 2003. osvaja 3. mjesto na Kupu prvaka skupine B u Trnavi -SVK.
- 2003. u prvenstvu Hrvatske Zagreb osvaja 3. mjesto.
- 2004. doprvak Hrvatske.
- 2004. 2. mjesto na Kupu kupova skupine B u dalekom Brasshaatu-BEL.
- 2004. "Zagreb" opet osvaja 1. mjesto na završnom turniru Inter lige u Ljubljani-SLO.
- 2005. pobjednik kupa Hrvatske.
- 2005. pobjednik CEB kupa u Pragu.
- 2006. pobjednik kupa Hrvatske.
- 2006. 2. mjesto u prvenstvu Hrvatske iza Kelteksa.
- 2006. 4. mjesto na CEB kupu u Barceloni.
- 2006. viceprvak Hrvatske .
- 2006. 4. mjesto na CEB kupu u Barceloni ( pobjednik CEB kupa Kelteks - Karlovac)
- 2007. Zagreb uz Kelteks organizator CEB kupa od 13. – 17. lipnja 2007.
- 2007. Osvajač hrvatskog kupa, treći put zaredom.
- 2007. Doprvaci Hrvatske 2007. (izgubili od Kelteksa).
- 2008. 5. mjesto na kvalifikacijskom turniru Europskog kupa u Brnu;

```
      po 4. puta zaredom osvojili Hrvatski kup;
      na finalnom turniru Interlige u Beogradu osvojili 1. mjesto;
      prvaci Hrvatske.
      Tri krune osvojene bez ijednog poraza.
      Zagreb je opet osigurao nastup u Europi 2009. na jednom od 4 turnira Europskog prvenstva.
```